# Taubenkobel (Puchheim)

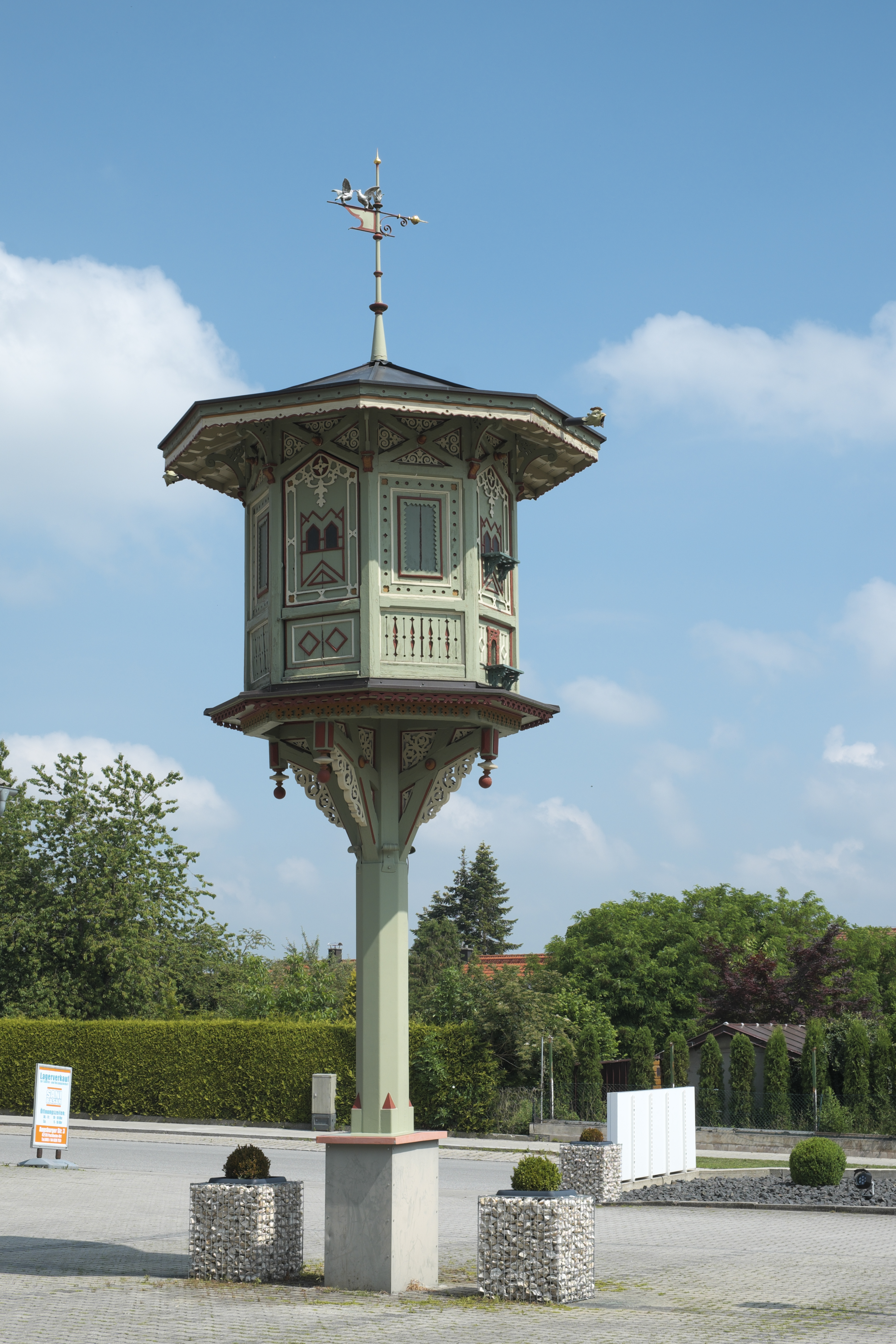
Taubenkobel in Puchheim

Der Taubenkobel in Puchheim-Ort, einem Stadtteil von Puchheim im oberbayerischen Landkreis Fürstenfeldbruck, wurde Ende des 19. Jahrhunderts errichtet. Das ehemalige Taubenhaus im Hof des Bauernhauses Augsburger Straße 1 ist ein geschütztes Baudenkmal.
Das geschnitzte und bemalte Taubenhaus steht auf einem circa drei Meter hohen Pfeiler. Auf dem Dach erhebt sich eine Wetterfahne.